# Міняйленко Федора Трохимівна
Федора Трохимівна Міняйленко (1914, тепер Харківська область — ?) — українська радянська діячка, новатор сільськогосподарського виробництва, ланкова, помічник бригадира комплексної бригади по тваринництву колгоспу «Більшовик» Вовчанського району Харківської області. Депутат Верховної Ради УРСР 5-го скликання.

## Біографія
У 1940—1950-ті роки — ланкова колгоспу «XVII партконференція» Вовчанського району Харківської області. Збирала високі врожаї цукрових буряків: по 669 центнерів з гектара.
З середини 1950-х років — завідувачка ферми, помічник бригадира комплексної бригади по тваринництву колгоспу «Більшовик» села Вовчанські Хутори Вовчанського району Харківської області.

## Нагороди
- орден Леніна
- ордени
- медалі